# Baron Penrhyn
Baronowie Penrhyn–poniższa lista przedstawia baronów parostwa Penrhyn
Baronowie Penrhyn 1. kreacji (parostwo Irlandii)
- 1783–1808–Richard Pennant, 1. baron Penrhyn

Baronowie Penrhyn 2. kreacji (parostwo Zjednoczonego Królestwa)
- 1866–1886–Edward Gordon Douglas-Pennant, 1. baron Penrhyn
- 1886–1907–George Sholto Gordon Douglas-Pennant, 2. baron Penrhyn
- 1907–1927–Edward Sholto Douglas-Pennant, 3. baron Penrhyn
- 1927–1949–Hugh Napier Douglas-Pennant, 4. baron Penrhyn
- 1949–1967–Frank Douglas-Pennant, 5. baron Penrhyn
- 1967–2003–Malcolm Frank Douglas-Pennant, 6. baron Penrhyn
- 2003– nadal–Simon Douglas-Pennant, 7. baron Penrhyn
- Następca 7. barona Penrhyn–Edward Douglas-Pennant